# Madia (mobile)

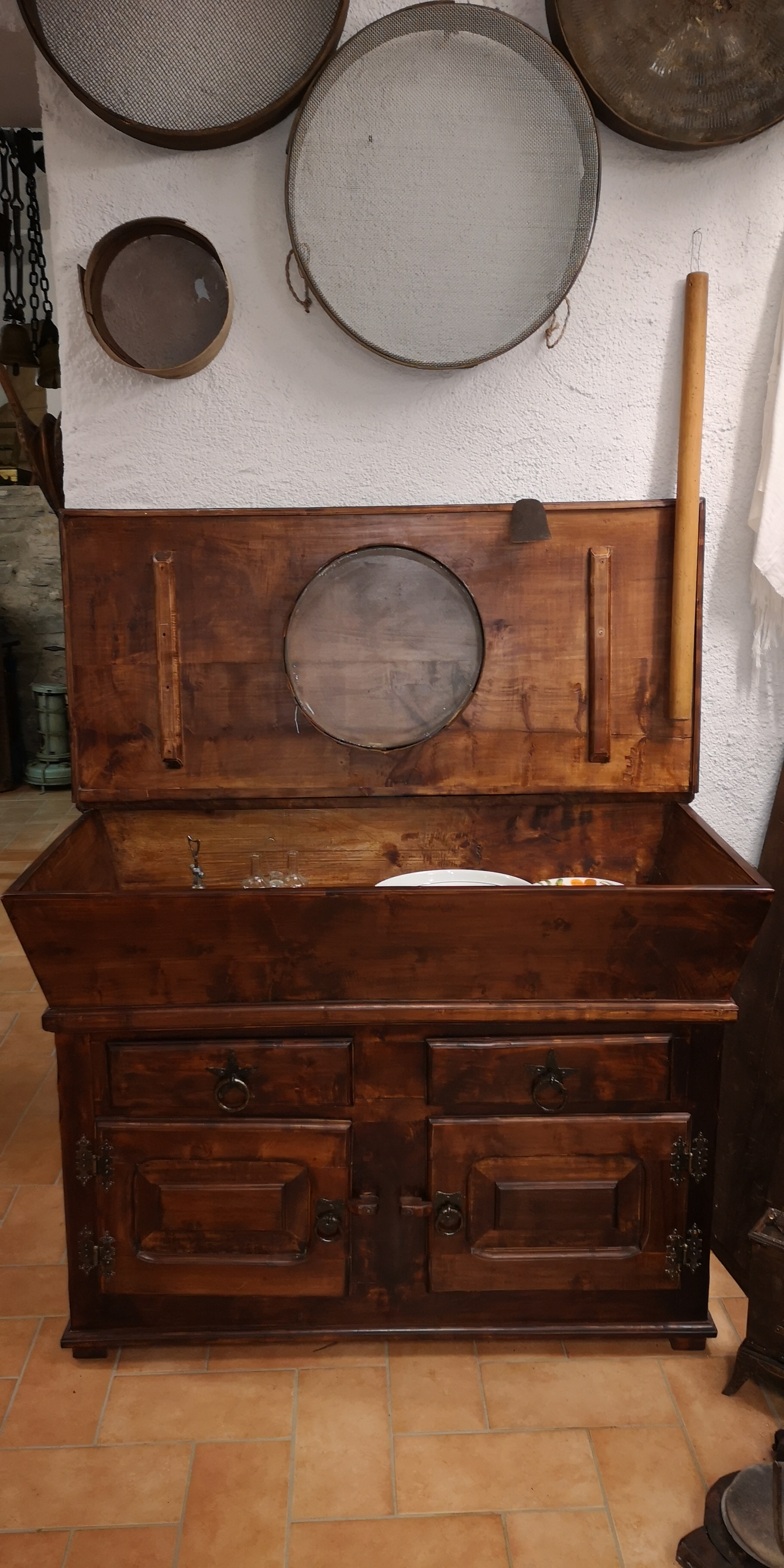
Madia esposta al Museo dell'identità dell'Alta Garfagnana "Olimpio Cammelli"

La madia è un mobile rustico a forma di cassettone in legno, munito di piedi, con coperchio ribaltabile. Ne esistono anche versioni moderne le quali però hanno perso l'uso che ne veniva fatto nel passato.

## Storia
Il termine madia deriva dal latino magida che significa impastare, lavorare la farina;  le origini di questo mobile da cucina risalgono al periodo romanico, veniva usata nelle case di campagna quale supporto per impastare il pane e per custodirvi farina, lievito e altri alimenti. Spesso è assimilata alla credenza.
Fino agli anni '50 – '60 la madia è stata un mobile quasi sempre presente nelle abitazioni, sia in quelle più lussuose sia in quelle più rustiche di campagna, in quanto ritenuto allo stesso tempo bello, versatile e di grande utilità.

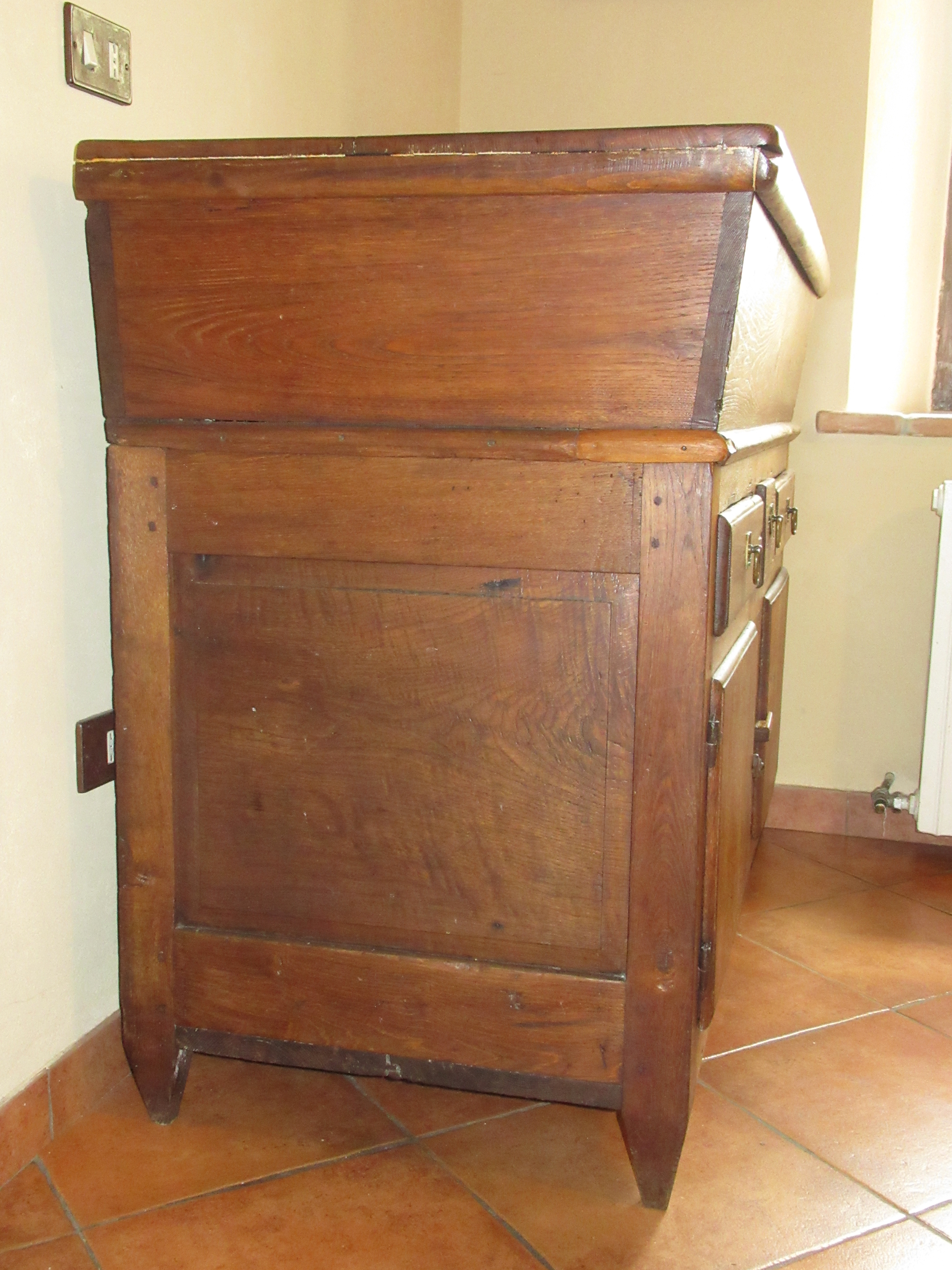
Vista laterale di una madia garfagnina